# Vesioli (Krasnogvardéiskoye, Otrádnaya, Krasnodar)
Vesioli (del ruso: Весёлый) es un jútor del raión de Otrádnaya del krai de Krasnodar, en Rusia. Está situado en un área premontañosa de las vertientes septentrionales del Cáucaso Norte, a orillas del arroyo Kapustnaya, tributario a través del Sara-Kulak del río Urup, afluente del Kubán, junto a la frontera del krai de Stávropol, 15 km al nordeste de Otrádnaya y 210 km al sureste de Krasnodar, la capital del krai. Tenía 14 habitantes en 2010.
Pertenece al municipio Krasnogvardéiskoye.

## Historia
La localidad fue fundada en la década de 1930.